# Bruce (nome)
Bruce  è un nome proprio di persona inglese e gaelico scozzese maschile.

## Varianti
- Inglese
  - Alterati: Brucie[2]
- Scozzese: Brus

## Origine e diffusione
Si tratta di una ripresa di Bruce, un cognome scozzese, tipico del Clan Bruce, il cui capostipite, Robert Bruce (in origine Robert de Bruis), divenne re di Scozia; per tradizione, il cognome è detto di origine normanna e facente riferimento alla città di Brix, tuttavia questa etimologia ha ben poche fonti a supporto ed è stata messa in dubbio.
Il suo uso come nome proprio è datato al XVI secolo, ed è approdato nei paesi di lingua inglese nel XIX. Negli Stati Uniti, raggiunse il suo picco di popolarità fra il 1946 e il 1954. Nel XX secolo cominciò ad essere associato particolarmente all'Australia, tanto da diventare un nome generico per indicare un uomo australiano (similmente a come è avvenuto con Tizio).

## Onomastico
Il nome è adespota, cioè non è portato da alcun santo, quindi l'onomastico si festeggia il 1º novembre, giorno di Ognissanti.

## Persone

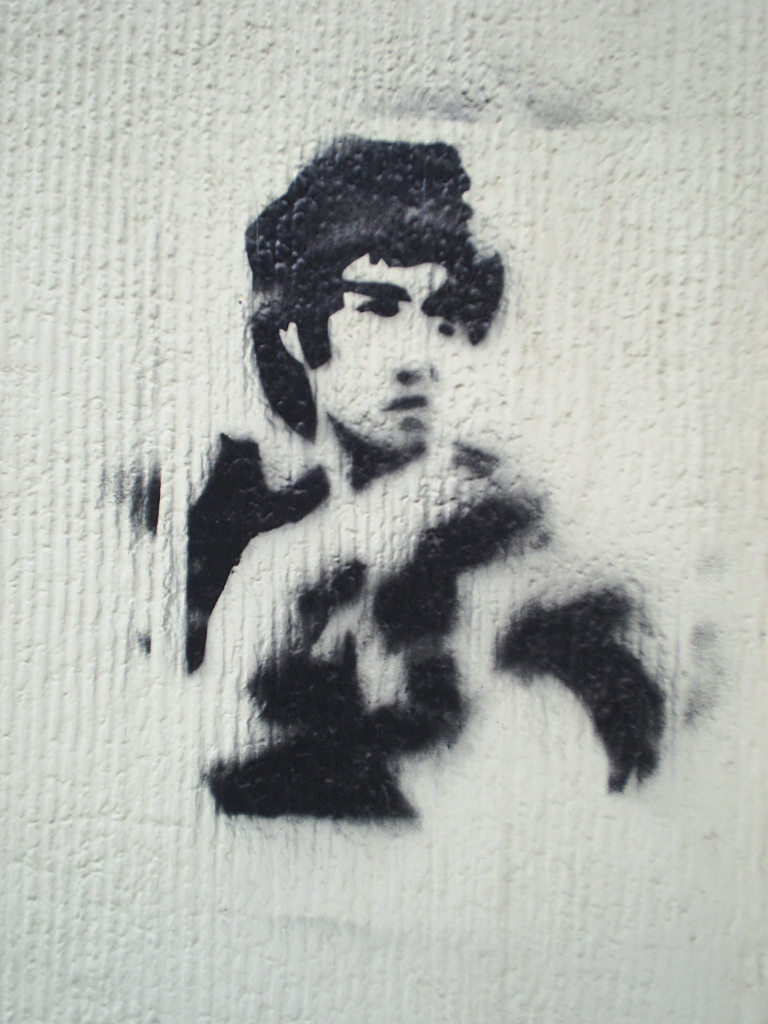
Bruce Lee

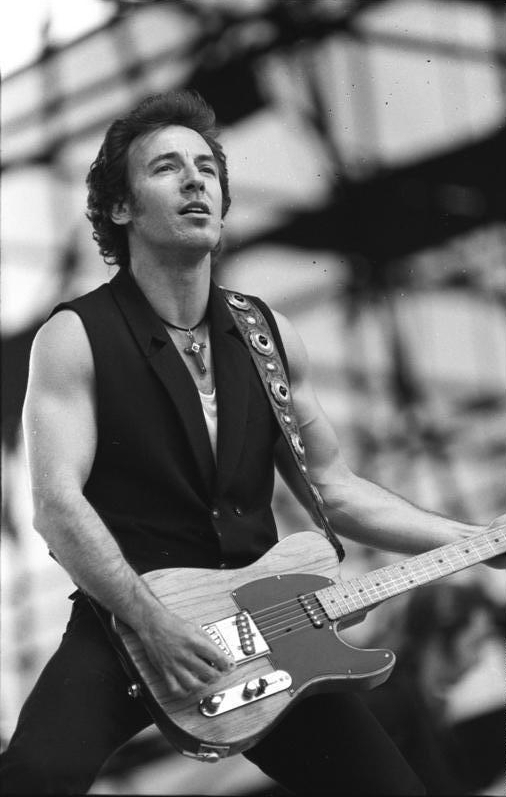
Bruce Springsteen

- Bruce Boudreau, allenatore di hockey su ghiaccio e hockeista su ghiaccio canadese
- Bruce Boxleitner, attore statunitense
- Bruce Campbell, attore, regista e produttore cinematografico statunitense
- Bruce Chatwin, scrittore e viaggiatore britannico
- Bruce Clarke, generale statunitense
- Bruce Davison, attore statunitense
- Bruce Dickinson, cantautore, sceneggiatore, conduttore radiofonico, scrittore e pilota di linea britannico
- Bruce Edwards Ivins, biologo e scienziato statunitense
- Bruce Fraser, ammiraglio britannico
- Bruce Grobbelaar, allenatore di calcio e calciatore zimbabwese
- Bruce Jenner, attore e atleta statunitense
- Bruce Johnston, musicista e cantante statunitense
- Bruce Lee, attore, artista marziale, filosofo, regista, sceneggiatore e produttore statunitense
- Bruce McCandless, astronauta e ingegnere statunitense
- Bruce McLaren, pilota automobilistico e ingegnere neozelandese
- Bruce Metzger, biblista statunitense
- Bruce Nauman, scultore, fotografo e videoartista statunitense
- Bruce Obomeyoma Onobrakpeya, pittore, scultore e incisore nigeriano
- Bruce Perens, informatico statunitense
- Bruce Schneier, crittografo e saggista statunitense
- Bruce Springsteen, cantautore statunitense
- Bruce Willis, attore, produttore cinematografico e musicista statunitense

## Il nome nelle arti
- Robert Bruce Banner è il vero nome di Hulk, personaggio dei fumetti Marvel Comics.
- Bruce Irvin è un personaggio della serie di videogiochi Tekken.
- Bruce Nolan è un personaggio del film del 2003 Una settimana da Dio, diretto da Tom Shadyac.
- Bruce Wayne è il vero nome di Batman, personaggio dei fumetti DC Comics.